# Витория-Гастейс
Вито́рия-Гасте́йс, Вито́рия (баск. Gasteiz, исп. Vitoria) — город на севере Испании, административная столица провинции Алава и автономного сообщества Страна Басков. Второй по величине город сообщества после Бильбао. Население на 2016 год — 241 451 житель.

## История
В 1181 году король наваррский Санчо VI Мудрый построил городок Новая Витория на холме, который занимали примитивные постройки Гастейса, которые, по подсчетам ученых, уже имели столетний возраст, там же находилась каменная стена, служившая укреплением.
В 1200 году Витория попала в руки Альфонсо VIII. Новый король расширил поселение тремя новыми улицами к востоку от холма (Correria, Zapateria, и Herreria). В 1202 году страшный пожар практически уничтожил все строения.
В 1256 году Альфонсо X снова расширил Виторию, но уже с запада (Cuchilleria, Pintoreria, Juderia).
Поселение быстро развивалось благодаря тому, что оно находилось на кратчайшем пути на север Европы для королевского двора Кастилии. В Витории располагалась таможня. Валентин де Форонда, житель Алавы, отмечал, что даже в середине XVIII века Витория "служила складом, с которого снабжались почти все страны Европы".
В 1431 году Хуан II даровал Витории статус города.
В 1443 году в городе снова произошёл сильнейший пожар, уничтоживший западную часть города. С того момента были изданы указы по возведению строений только из камня и кирпича, а также мощению улиц.
В 1483 году Изабелла I приняла законы об особом статусе Витории и поклялась уважать особые привилегии города у его ворот. Ограниченная автономия в управлении городом сохранялась на протяжении почти 200 лет.
В 1492 году изгнание евреев привело к упадку в экономике. Кризис продолжался вплоть до XVIII века.
С XV по XVIII век ни численность населения, ни общественное устройство не претерпели существенных изменений. Тем не менее, в этот период члены двора Карла V построили в Витории свои дворцы (Montehermoso (1524), Villasuso (1542), и Escoriaza-Esquivel (1541)). Кроме того, были построены новые монастыри. Всё это придало городу более монументальный облик.
21 июля 1813 года у ворот Витории состоялось крупное сражение между английскими и французскими войсками. Именно это сражение заставило Наполеона и его армии покинуть пределы Испании.
В 1841 году таможенный пост был переведён из Витории на побережье, что стало сильным ударом по экономике города. Тем не менее, город справлялся с трудностями развивая сферу услуг. Экономическое развитие возобновилось в 1864 году с открытием банка, и завершением строительства железной дороги Мадрид—Ирун, соединившей Испанию и Францию железнодорожным сообщением.
До середины XX века Витория оставалась небольшим городком на севере Испании, однако с приходом демократии на Пиренейский полуостров началась резкая индустриализация и рост численности населения. Так в период с 1950 по 1975 в городе было открыто более 1700 компаний, а население утроилось.
20 мая 1980 года Витория стала административным центром автономного сообщества Страна Басков и сюда переехали главные политические институты: парламент и правительство сообщества.

## Экономика

### Транспорт
Витория находится на железнодорожной линии, связывающей Мадрид с Доностия-Сан-Себастьяном и Францией; ещё одна железнодорожная линия отходит на восток, к Памплоне. По всем направлениям ведется регулярное движение пассажирских и грузовых поездов.
Аэропорт Витория (es) находится в нескольких километрах к северо-западу от города, и используется главным образом для грузовых рейсов.
Город обслуживается сетью маршрутов городских автобусов; с 2008 года в городе работает современный трамвай, который эксплуатируется организацией EuskoTran.
С 2004 г. властями города организовывается бесплатный прокат велосипедов для горожан и гостей города.

## Культура и спорт
В городе есть баскетбольная команда «Баскония» (выступает на «Арене Фернандо Буеса») и футбольный клуб «Алавес» (играет на стадионе «Мендисорроса»).
С 1977 ежегодно проводится Международный фестиваль джазовой музыки (Festival de Jazz de Vitoria).
Витория была признана «Зелёной столицей Европы» 2012 года. В городе на одного жителя приходилось по 42 кв.м. парковой площади.
В 2010 году в городе проходил Финал четырёх Еврокубка. В 2019 году город принимал «Финал четырёх» баскетбольной Евролиги.

## Достопримечательности
- Санта-Мария-де-Витория — готический собор XIII века.
- Собор Непорочной Девы Марии — современный собор в неоготическом стиле, построенный в 1907 году.
- Артиум — музей современных искусств.
- Атария
- Старая площадь — исторический центр.

## Города-побратимы
Ангулем, Франция (1967)

## Известные уроженцы

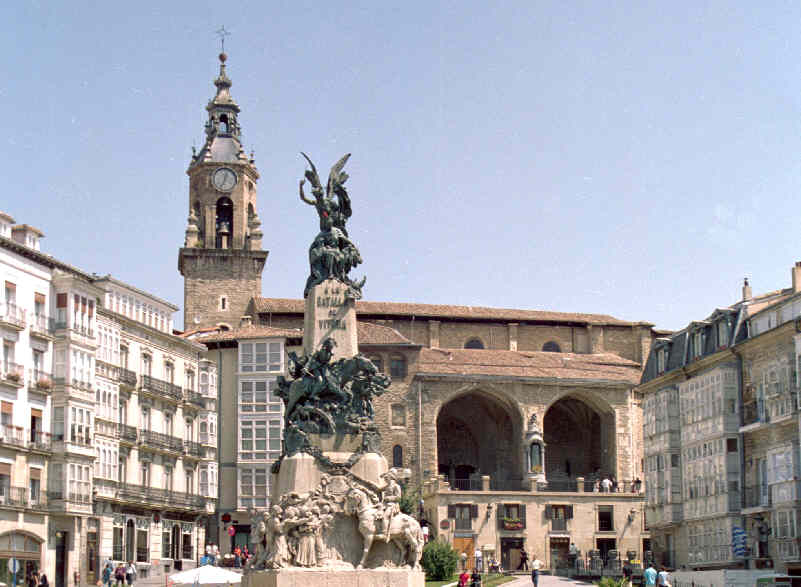
Площадь Белой Богоматери, или Старая площадь

- Ирадьер, Мануэль — испанский географ, путешественник и землемер, топограф, исследователь Африки.
- Кольдо — футболист и футбольный тренер, главный тренер национальной сборной Андорры.
- Рамиро де Маэсту — испанский писатель, философ, журналист, создатель концепции «Испанидад».
- Альмудена Сид — испанская спортсменка, выступала в художественной гимнастике в индивидуальных упражнениях на 4 летних Олимпиадах (1996, 2000, 2004 и 2008).